# Insurrextion 2001
De Insurrextion 2001 was een pay-per-viewevenement in het professioneel worstelen dat georganiseerd werd door World Wrestling Federation (WWF). Dit evenement was de tweede editie van Insurrextion en vond plaats in het Earls Court Exhibition Centre in Londen op 5 mei 2001.

## Resultaten
| Nr.                                                                          | Match | Winnaar(s)                  |
| ---------------------------------------------------------------------------- | --- | --------------------------- |
| 1                                                                            | Grand Master Sexay vs. Eddie Guerrero in een een-op-eenmatch                                                  | Eddie Guerrero              |
| 2                                                                            | Hardcore Holly & Crash Holly vs. Perry Saturn & Dean Malenko in een Tag team-match                            | Perry Saturn & Dean Malenko |
| 3                                                                            | The Big Show vs. Bradshaw in een een-op-eenmatch                                                              | Bradshaw                    |
| 4                                                                            | Edge en Christian vs. The Hardy Boyz vs. X-Factor vs. The Dudley Boyz in een Fatal Four-Way Elimination match | Edge en Christian           |
| 5                                                                            | Kurt Angle vs. Chris Benoit in een Two out of Three Falls match                                               | Chris Benoit                |
| 6                                                                            | Chris Jericho vs. William Regal in een een-op-eenmatch voor de "Queen's Cup"                                  | Chris Jericho               |
| 7                                                                            | Steve Austin & Triple H vs. The Undertaker in een Handicap match                                              | The Undertaker              |
| (c) huidige kampioen voor en na de match \| (nc) nieuwe kampioen na de match | |                             |

2000 · 2001 · 2002 · 2003